# Ernst Karl Boy

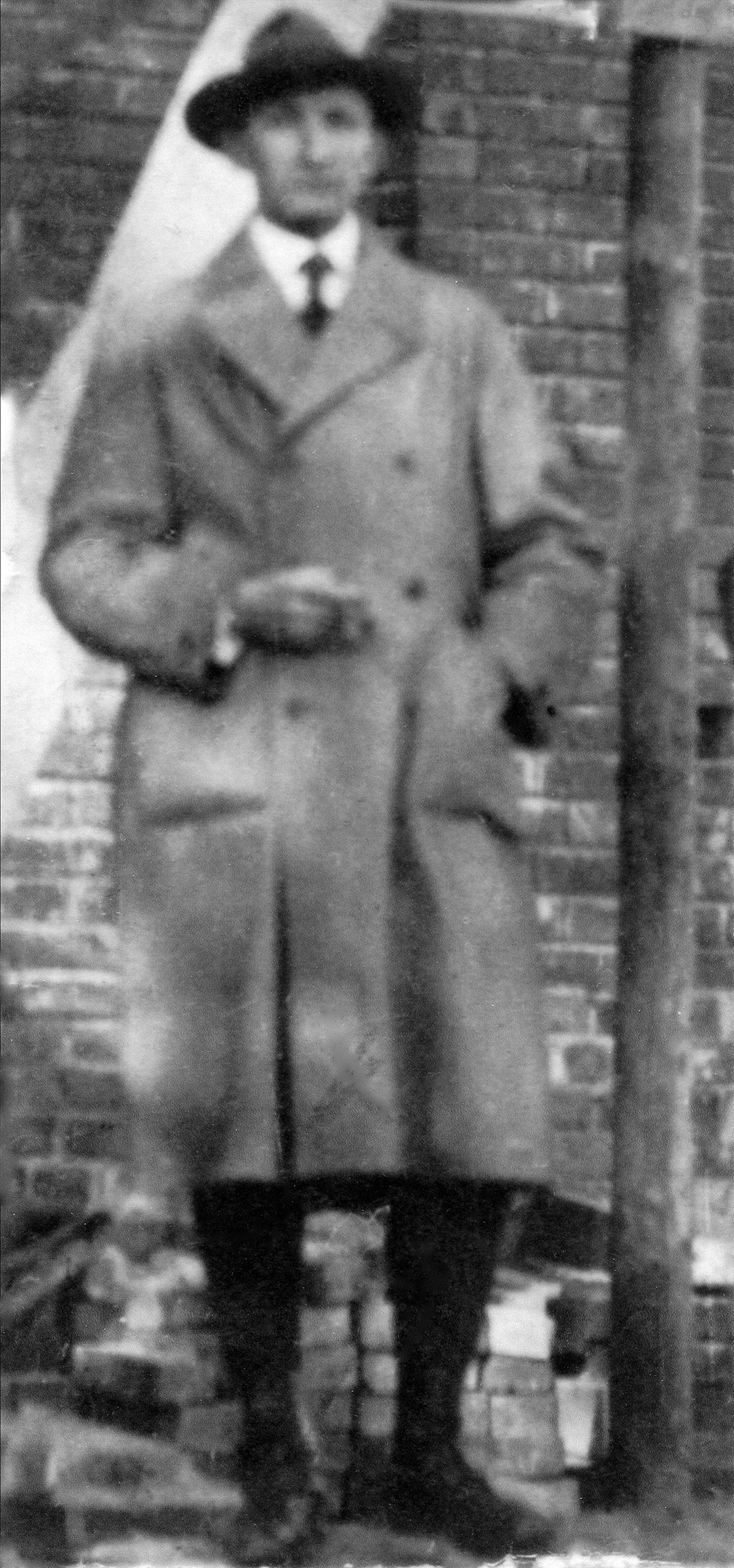
Einziges bekanntes Foto von Ernst Karl Boy, 1920er Jahre

Ernst Karl Boy, auch Ernst Carl Boy, (* 13. März 1893 in Seeburg, Ostpreußen; † am 14. August 1933 in Rostock) war ein deutscher Architekt, der in den 1920er Jahren in Mecklenburg Bekanntheit erlangte durch seine im Stil des Neuen Bauens entworfenen Kriegerdenkmäler für die Gefallenen des Ersten Weltkriegs.

## Leben

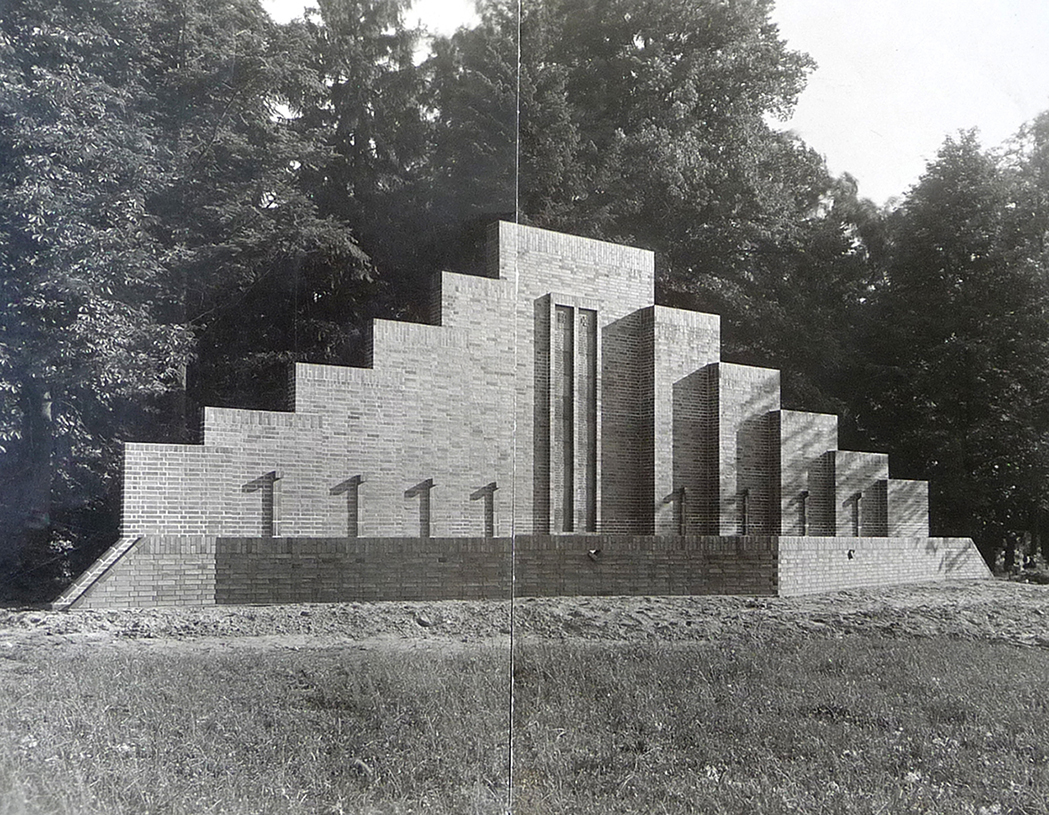
Kriegerdenkmal in Hagenow (1928), 12,5 Meter hoch

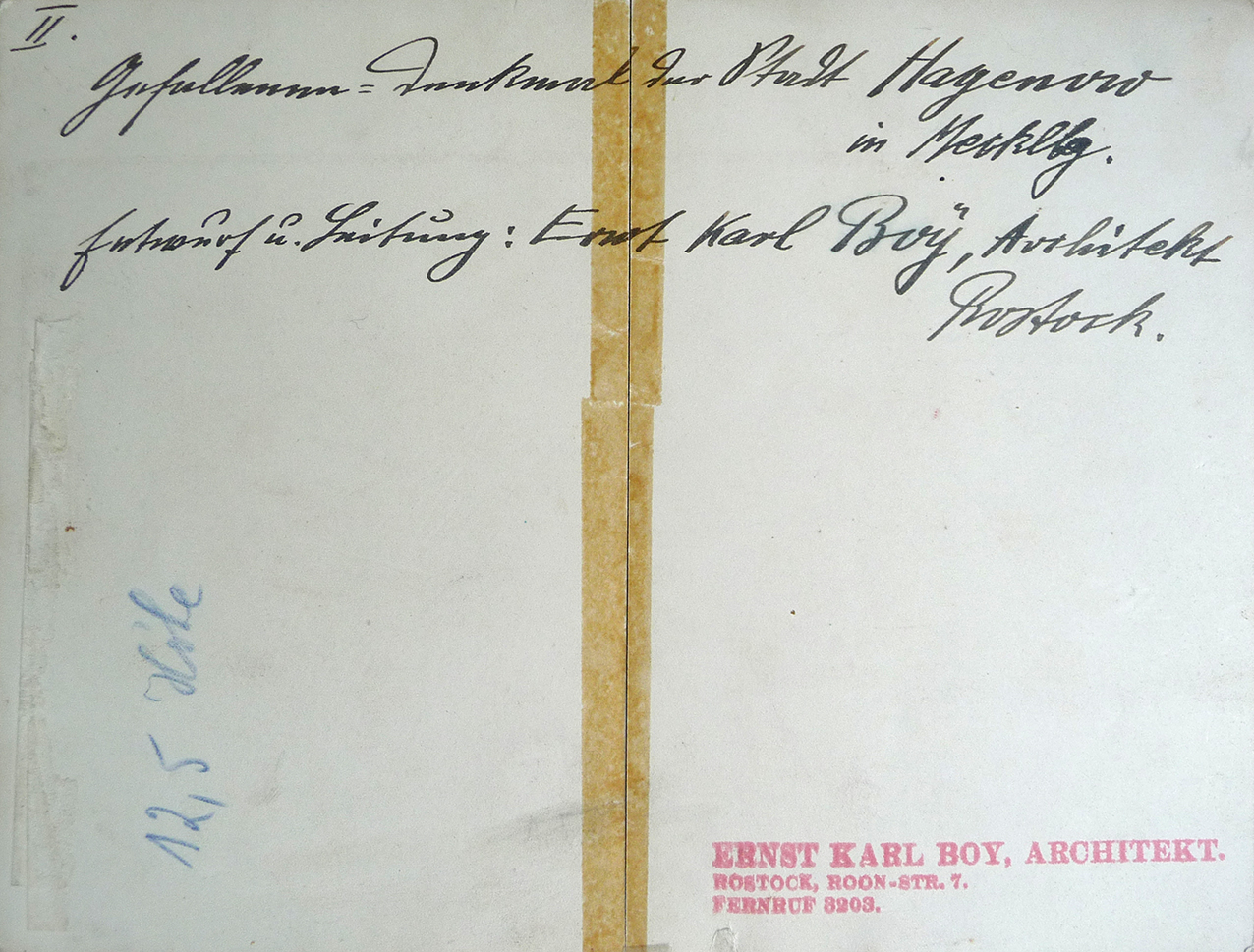
Rückseite der Aufnahme mit Stempel des Architekturbüros

Ernst Karl Boy war Sohn des Lehrers Anton Hermann Boy (evangelisch, geboren am 3. August 1849 in Cranz) und dessen Frau Emilie Auguste, geborene Kutzer (evangelisch, geboren am 15. Juni 1856 in Braunsberg). Ernst Karl Boy hatte eine ältere Schwester Marie Luise (geboren am 3. August 1890 in Seeburg).
Nach dem Abitur in Königsberg i. Pr. und seiner Ausbildung nahm er zunächst als Soldat am Ersten Weltkrieg teil. Im Laufe des Kriegs wurde er zum Oberleutnant befördert. Aufgrund seiner beruflichen Qualifikation war er zuständig für die Errichtung von Unterständen und Schützengräben, wodurch er an Dysenterie erkrankte. Als Offizier wurde Boy ab 1920 in den Dienst der Ordnungspolizei übernommen. Im August 1923 heiratete er in Rostock die aus Dänemark stammende Gräfin Anny Hedwig Louise aus der Familie Lind-af-Hageby (geboren am 25. Mai 1897 in Gothenburg).
Nach der Heirat trat Boy aus der Ordnungspolizei aus, um als freier Architekt zu arbeiten. Sein Büro unterhielt er in Rostock im Haus Roonstraße 7. Er wurde in den Bund Deutscher Architekten berufen und war Mitglied in einer Freimaurerloge, in der SPD und in der Vereinigung Rostocker Künstler. In den Mecklenburgischen Monatsheften veröffentlichte er Aufsätze über das Neue Bauen. Eine Freundschaft verband ihn mit dem Maler Erich Venzmer. Aus der Ehe mit Lind-af-Hageby ging 1926 eine Tochter hervor, Gudrun Gisela, die 1943 in Schwerin an Fleckfieber verstarb. 1931 lernte er während eines Vortrags über „Das ideale Wohnhaus“ in Rostock die Gewerbelehrerin Hildegard Wittmann kennen (geboren am 28. März 1904 in Schwerin). Aus dieser Verbindung ging eine zweite, im Januar 1933 in Hamburg geborene Tochter, Sybille, hervor, die 2019 in Gießen lebte.
Am 14. August 1933 unterzog sich Ernst Karl Boy einer fünften Darmkrebs-Operation, in deren Folge er verstarb. Im Rostocker Anzeiger erschien ein Nachruf über sein Leben und Werk.

## Werk
Im Sommer 1925 schrieb die Stadt Ribnitz einen Architektenwettbewerb für ein Kriegerdenkmal für die im Ersten Weltkrieg gefallenen Söhne der Stadt aus. Als künstlerische Sachverständige wurden der Rostocker Oberbaurat Franz Wachenhusen, der Maler Fritz Koch-Gotha, der Maler Alfred Partikel, der Architekt Walter Butzek und Ludwig Thron aus Ribnitz in das Preisgericht berufen. Die Stadt war in der Jury u. a. durch den Bürgermeister Karl Düffert (1873–1951) vertreten. Unter knapp einhundert Einsendungen wurde der Entwurf Platz–Denkmal–Kirche von Ernst Karl Boy prämiert. Der Entwurf für ein aus Backstein gemauertes Denkmal bestach durch seine moderne, stilistisch reduzierte Formensprache. Die Einweihung des Denkmals fand am 3. Oktober 1926 auf dem Marktplatz in Ribnitz statt. Ehrengäste waren der vormalige mecklenburgische Landesherr, Großherzog Friedrich Franz IV., sein Sohn Christian Ludwig Herzog zu Mecklenburg und der Architekt. Auf den Tafeln waren die Namen der Gefallenen aus der Stadt Ribnitz sowie aus den Nachbarorten Borg, Freudenberg, Carlewitz, Tressentin (Kreis Marlow) und die Inschrift: „Dieses Denkmal errichtete die Stadt Ribnitz ihren gefallenen Söhnen im 8. Jahr nach Ende des großen Krieges“ zu lesen. Das Denkmal wurde im Januar 1938 abgerissen, da es stilistisch nicht der Kunstanschauung des Nationalsozialismus entsprach. (Ebenso erging es im selben Jahr dem von dem Rostocker Architekten Walter Butzek in Warnemünde geschaffenen Denkmal.) Im Ribnitzer Stadt- und Landboten erschien ein Artikel, in dem es hieß: „Das Denkmal entstand in einer Zeit politischer und geistiger Verwirrung, wo der Expressionismus in Bild- und Bauformung die tollsten Blüten trieb und der deutsche Mensch sich von einer Architektonik betören ließ, die undeutsch war. Im nationalsozialistischen Staat ist kein Platz mehr für solche das deutsche Wesen entstellenden Bauten und diese werden restlos beseitigt.“ Ein erstes von den Nationalsozialisten abgelehntes Denkmal war in Mecklenburg bereits 1937 mit der Entfernung des „Schwebenden“ von Ernst Barlach im Güstrower Dom verschwunden.
Auch das von Boy entworfene Kriegerdenkmal in Hagenow, 1928 eingeweiht, wurde 1938 abgebrochen.

## Biografische Dokumente

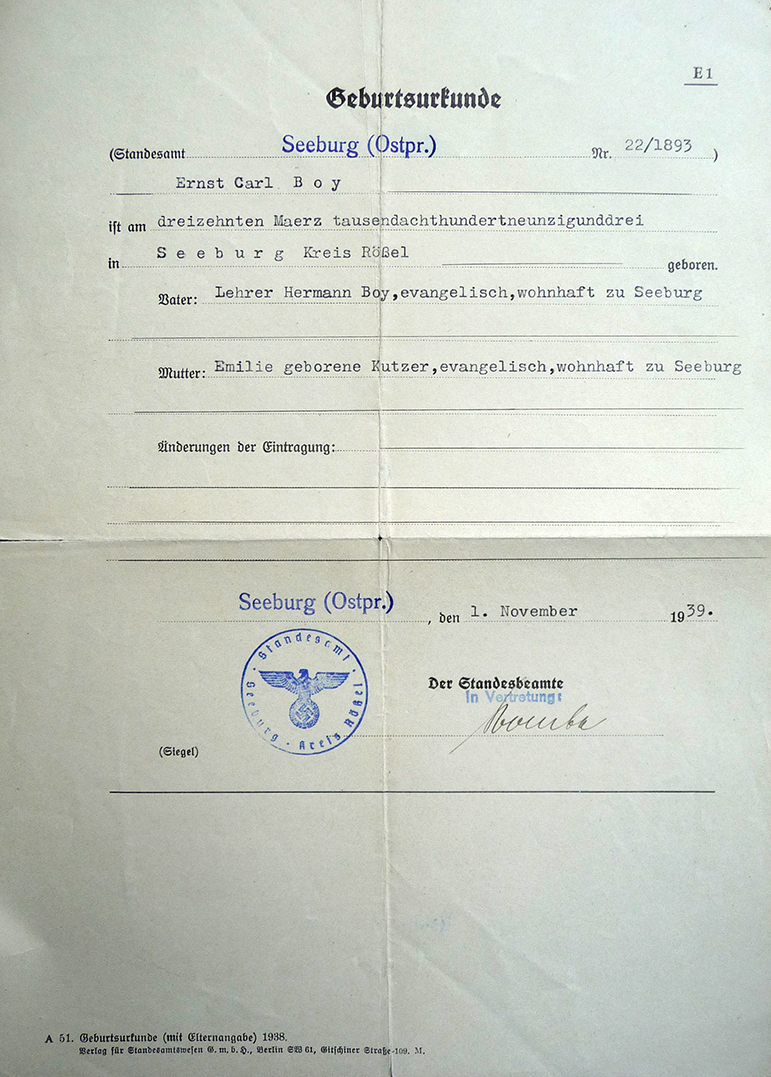
Geburtsurkunde vom 1. Nov. 1939
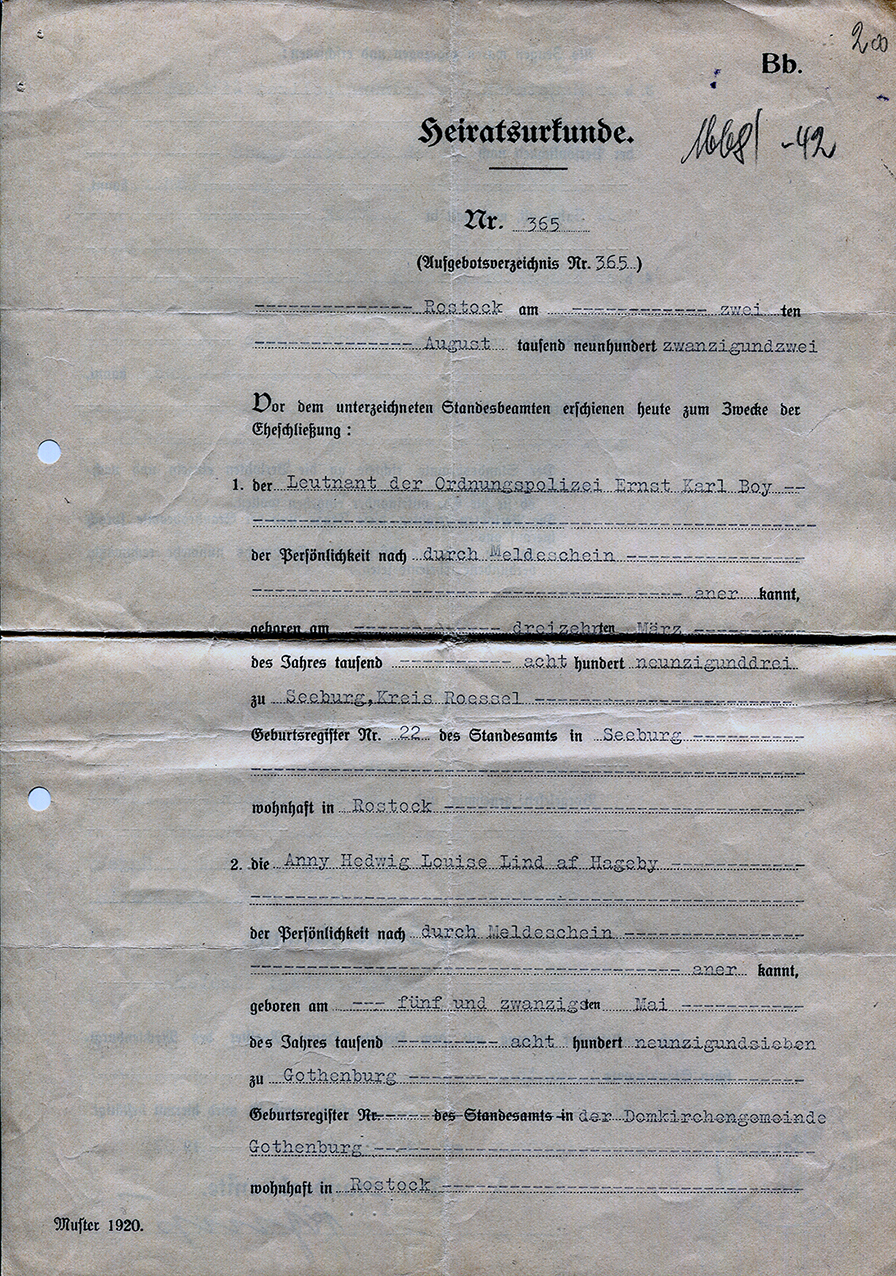
Heiratsurkunde vom 11. Sep. 1937
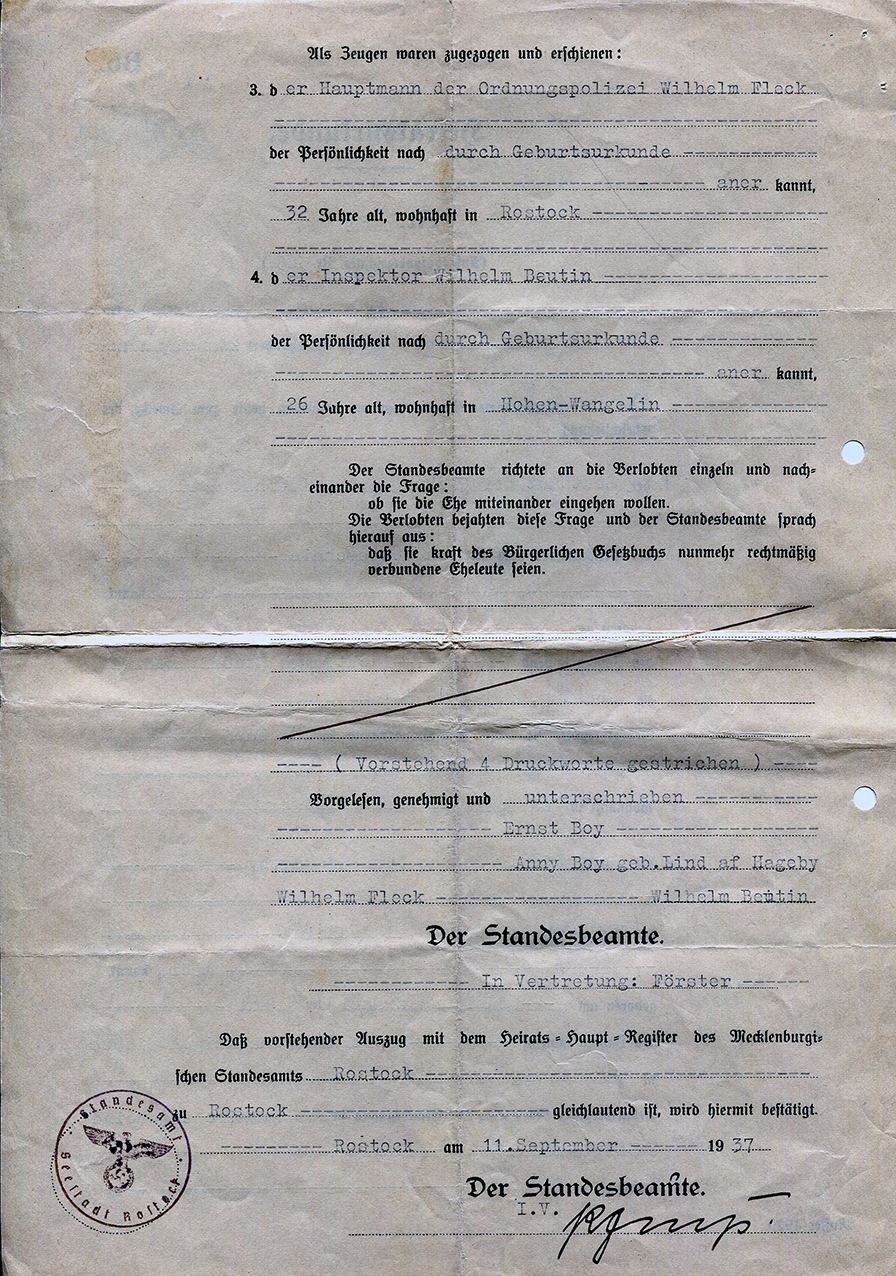
Heiratsurkunde vom 11. Sep. 1937
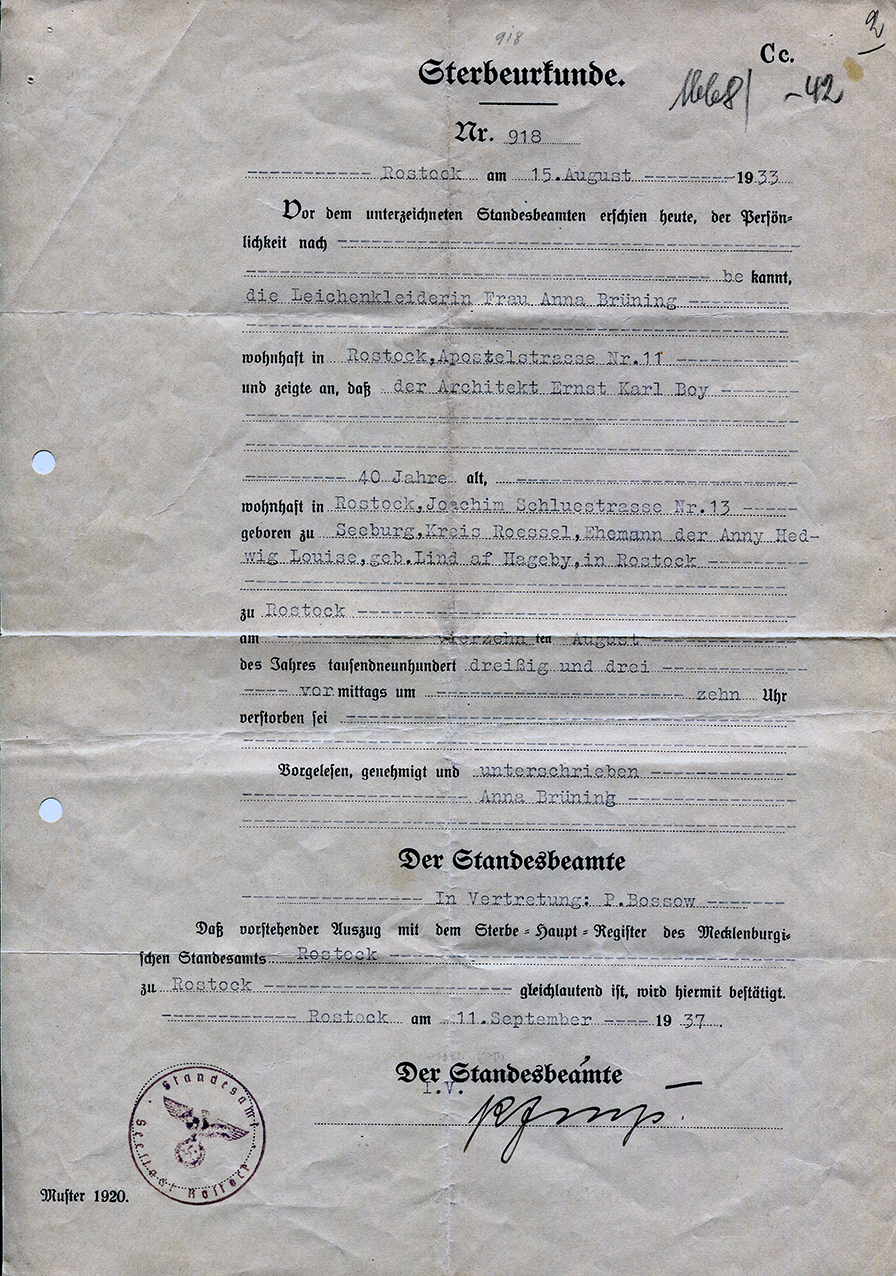
Sterbeurkunde vom 11. Sep. 1937
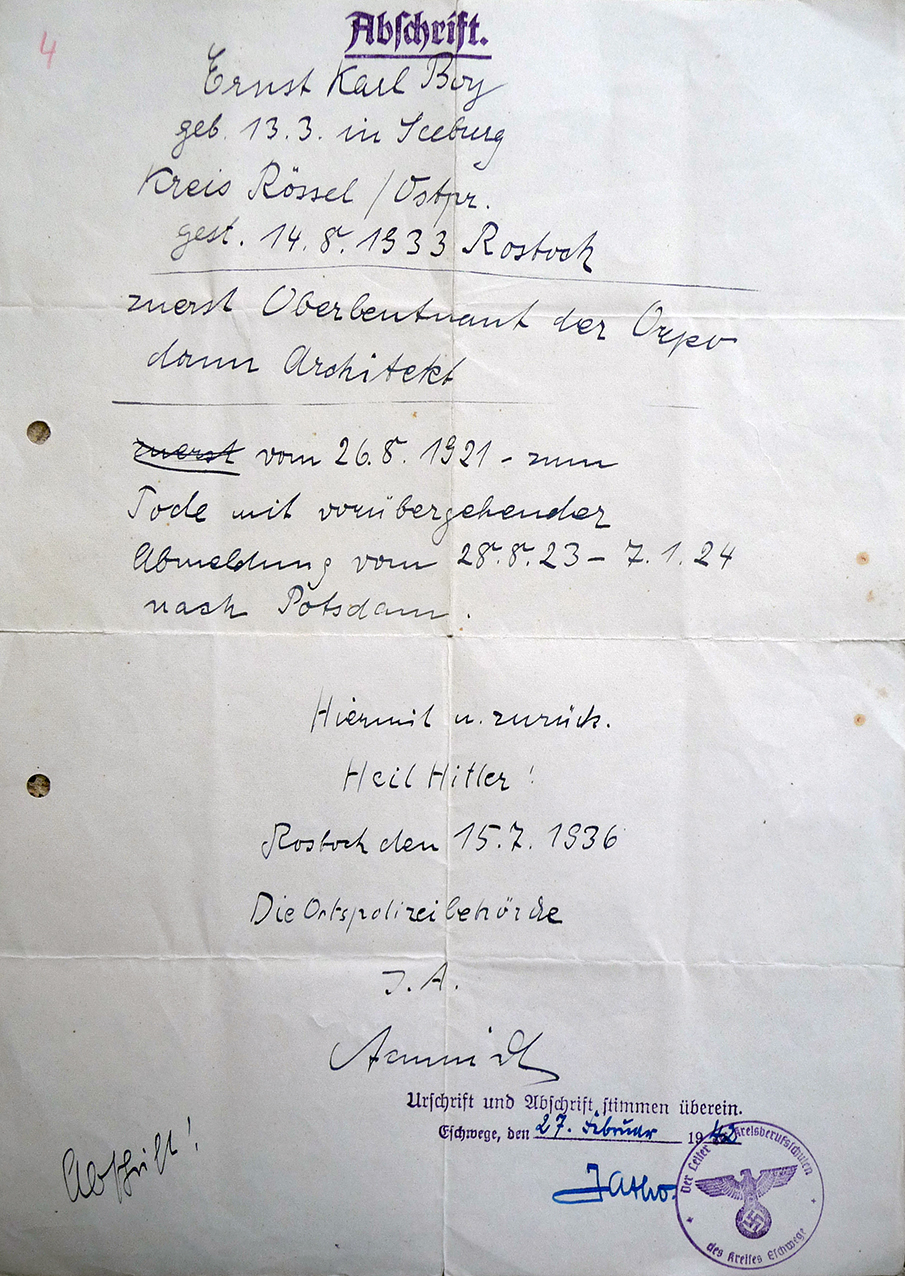
Abschrift vom 15. Juli 1936

## Schriften
- Das Wohnhaus. In: Mecklenburgische Monatshefte, 3. Jahrgang 1927, Heft 11 (November 1927), S. 561–567. (Digitalisat bei der Landesbibliothek Mecklenburg-Vorpommern)

## Ausstellung
- 2014: Das verlorene Ribnitzer Ehrenmal und die Erinnerungskultur nach dem Weltkrieg 1914/1918 im Rathaus in Ribnitz